# Вплив пандемії COVID-19 на науку і технологію
Пандемія COVID-19 вплинула на роботу багатьох наукових і технічних установ у всьому світі, що призвело до зниження продуктивності в низці галузей і програм. Проте вплив пандемії призвів до початку роботи кількох нових ліній фінансування досліджень для державних установ у всьому світі.

## Наука

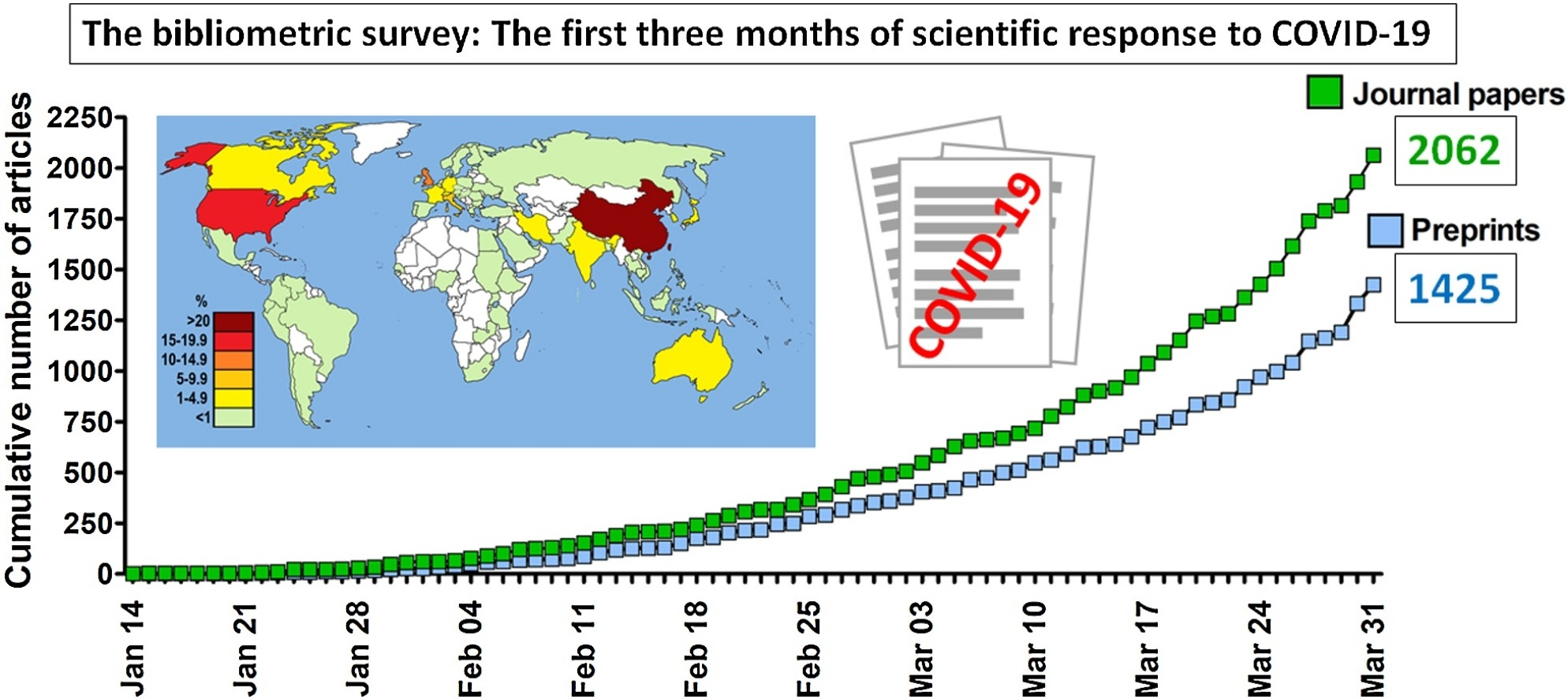
Огляд наукових публікацій про COVID-19 та пандемію за перші три місяці 2020 року.

Унаслідок пандемії COVID-19 з'явилися нові та вдосконалені форми наукового спілкування. Одним із прикладів є кількість даних, які публікуються на серверах препринтів, і те, як вони перевіряються на платформах соціальних мереж перед офіційною рецензією. Вчені швидко переглядають, редагують, аналізують та публікують письмові матеріали та дані досліджень. Це інтенсивне спілкування, ймовірно, дозволило вченим досягти небаченого рівня співпраці та ефективності. Френсіс Коллінз зазначає, що, хоча він не бачив, щоб дослідження рухалися швидше, під час пандемії темп досліджень все ще може бути повільним. Типова модель дослідження була визнана занадто повільною для раптової загрози епідемії коронавірусної хвороби.

### Всесвітня організація охорони здоров'я
4 травня 2020 року Всесвітня організація охорони здоров'я (ВООЗ) організувала телемарафон, щоб зібрати 8 мільярдів доларів США у 40 країнах для підтримки швидкої розробки вакцин проти COVID-19. ВООЗ також заявила про початок проведення міжнародного «дослідження солідарності» для одночасної оцінки кількох кандидатів на вакцину проти COVID-19, які досягли II—III фази клінічних досліджень. Назву «Дослідження солідарності для лікування» отримало міжнародне клінічне дослідження III—IV фази, організоване ВООЗ та її партнерами, щоб порівняти 4 не затверджених методи лікування для госпіталізованих хворих із важким перебігом COVID-19. Дослідження розпочалося 18 березня 2020 року, і тривало до 21 квітня 2020 року. Дослідження проводилось у понад 100 країнах світу. Крім того, ВООЗ координувало міжнародне багатоцентрове рандомізоване контрольоване дослідження — «дослідження солідарності для вакцин» — яке дозволить одночасно оцінити переваги та ризики різних кандидатів на вакцину проти COVID-19, які проходили клінічні дослідження в країнах з високим рівнем захворюваності на COVID-19. Координаційна група ВООЗ по вакцинах визначала пріоритети, які вакцини включати до II і III фаз клінічних досліджень, і встановлювала гармонізовані протоколи III фази досліджень для всіх вакцин, які проходять цю ключову фазу досліджень.
Коаліція з питань інновацій для готовності до епідемій (CEPI), яка заснувала глобальний фонд у розмірі 2 мільярдів доларів США для швидких інвестицій у розробку кандидатів на вакцину проти COVID-19, у квітні 2020 року повідомила, що вакцина проти COVID-19 може бути доступною за протоколами екстреного використання менш ніж за 12 місяців або ще до початку 2021 року.

### ЮНЕСКО
Сьоме видання наукового звіту ЮНЕСКО, в якому зібрано дані про політику та державне управління в сфері науки в усьому світі, готувалася ще до початку пандемії COVID-19. Як наслідок цього, у звіті зазначено лише частина заходів, за допомогою яких вчені, винахідники та уряди використовували науку для задоволення потреб суспільства на ранніх стадіях пандемії. У статті «Як пандемія COVID-19 змінила тло наукових повідомлень» (англ. What the COVID-19 Pandemic Reveals About the Evolving Landscape of Scientific Advice) автори представляють приклади з 5 країн (Уругвай, Шрі-Ланка, Ямайка, Гана та Нова Зеландія). Автори роблять висновок: «Ефективні та надійні наукові поради не є просто функцією зв'язків із розробником політики. Це також передбачає ефективну розмову із зацікавленими сторонами та громадськістю».
За даними Всесвітньої організації охорони здоров'я, під час пандемії COVID-19 в Африці створено 13 % нових або адаптованих технологій у світі, зокрема в галузі робототехніки, 3D-друку і програм для мобільних телефонів. Низка країн прискорили процеси затвердження пропозицій дослідницьких проєктів. Багато країн прискорили процеси затвердження пропозицій дослідницьких проектів. Зокрема, інноваційні агенції Аргентини, Бразилії та Уругваю оприлюднили проєкти дослідницьких проєктів з прискореним процесом схвалення до початку квітня 2020 року. У науковому звіті ЮНЕСКО за 2021 рік також зазначено, що дві інноваційні агенції Перу скоротили час відповіді на пропозиції до 2 тижнів.
Опубліковане дослідження ЮНЕСКО щодо тенденцій публікацій у 193 країнах на тему нових або повторно виявлених хвороботворних вірусів охопило період з 2011 до 2019 року, що дає можливість огляду стану досліджень хвороботворних вірусів до пандемії COVID-19. У період з 2011 по 2019 рік кількість досліджень з цієї широкої теми зростало лише на 2 % на рік, що повільніше, ніж у загальній кількості наукових публікацій у світі. Зростання було набагато вищим в окремих країнах, яким протягом цього періоду довелося використовувати науку для боротьби з спалахами інших вірусних хвороб, зокрема в Ліберії для боротьби з гарячкою Ебола або в Бразилії для боротьби з гарячкою Зіка. надалі слід стежити за тим, чи зміниться науковий ландшафт у бік більш проактивного підходу до наук про здоров'я після пандемії COVID-19.

### Національні та міжурядові лабораторії
Федеральні наукові лабораторії міністерства енергетики США, зокрема Національна лабораторія Оук-Ридж, були закриті для всіх відвідувачів і значної кількості співробітників; частина працівників та вчених перейшли на дистанційну роботу. Підрядникам лабораторій також настійно рекомендовано за необхідності перевести на ізоляцію свої об'єкти та працівників. Загалом робота лабораторії Оук-Ридж практично не постраждала.
Ліверморська національна лабораторія імені Лоуренса отримала завдання від оперативної групи з боротьби з коронавірусом Білого дому використовувати більшу частину свого суперкомп'ютерного потенціалу для продовження досліджень поширення вірусу, можливих мутацій та інших факторів, пов'язаних з пандемією, тоді як інші проекти тимчасово згорнули або відклали на невизначений термін.
Європейська лабораторія молекулярної біології закрила всі 6 своїх центрів у Європі (Барселона, Гренобль, Гамбург, Гайдельберг, Гінкстон і Рим). Уряди усіх країн, де знаходились філіали лабораторії, запровадили суворий карантин унаслідок поширення хвороби. Співробітникам лабораторії наказано виконувати вимоги місцевої влади. Частині співробітників було надано дозвіл працювати на об'єктах для забезпечення функціонування життєво необхідних галузей економіки, зокрема обслуговування тваринницьких ферм або надання даних досліджень. Усім іншим працівникам дано вказівки залишатися вдома. Європейська лабораторія молекулярної біології також скасувала будь-які відвідування своїх відділень особами, які не є її співробітниками. Це передбачало також заборону фізичного відвідування курсів і конференцій у Гайдельберзі, навчальних курсів лабораторії, та всіх інших семінарів, курсів та відвідувань приватних осіб на всіх її об'єктах. Одночасно Європейський інститут біоінформатики створив європейську платформу для обміну даними та інформацією щодо COVID-19. Її мета полягала в тому, щоб зібрати та поділитися легкодоступними даними досліджень, щоб забезпечити ефективну одночасну роботу, постійний обмін інформацією та використання різних наборів даних із різним ступенем агрегації, перевірки та/або повноти між різними науковими установами. Передбачається, що платформа складатиметься з 2 взаємопов'язаних компонентів, які є центрами даних про вірус SARS-CoV-2, які направляють потік даних про перебіг пандемії коронавірусної хвороби та забезпечують повний відкритий обмін даними для європейської та світової дослідницької спільноти, а також створять більш повний портал даних про COVID-19.

## Всесвітня метеорологічна організація
Всесвітня метеорологічна організація висловила стурбованість впливом пандемії на її систему моніторингу. Спостереження за програмою «Aircraft Meteorological Data Relay», яка використовує метеоролічні вимірювання в польоті літаків з 43 авіакомпаній, були скорочено на 50-80 % залежно від регіону. Дані з інших автоматизованих систем практично не зазнали впливу, хоча Всесвітня метереологічна організація стурбована тим, що пандемія може вплинути на ремонт і технічне обслуговування її систем. Спостерігається значне зменшення також ручних спостережень, в основному з країн, що розвиваються.

## Відкрита наука
Потреба прискорити відкриті наукові дослідження спонукала кілька організацій громадянського суспільства створити рух «Відкритий подарунок до COVID-19», який звернувся з проханням до представників різних галузей науки передати свої права на інтелектуальну власність під час пандемії задля знаходження ліків від коронавірусної хвороби. Кілька технологічних гігантів приєдналися до цього руху, що включає випуск ліцензії «Open COVID». Низка давніх прихильників відкритого доступу, зокрема Creative Commons, виступили з безліччю закликів і акцій для сприяння запровадження відкритого доступу в науці як ключового компоненту боротьби з пандемією. Ці заходи включали публічний заклик дотримуватися політики відкритого доступу, і заклик до вчених прийняти вільний доступ для своїх публікацій, застосовуючи CC BY до своїх статей, і відмовитись від встановлення авторського права для своїх досліджень. Інші організації кинули виклик сучасній науковій культурі, закликаючи до більш відкритої та публічної науки.
Багато інших онлайн-ресурсів з даними досліджень та інформацією про коронавірус, які можуть сприяти громадянській науці через відкриту науку, стали доступними на інших веб-сайтах відкритої науки та відкритого доступу, зокрема на порталах, створених Cambridge University Press, європейським відділенням Scholarly Publishing and Academic Resources Coalition, The Lancet, John Wiley & Sons, і Springer Nature.

### Медичні дослідження
Дослідження видання «JAMA Network Open» вивчало тенденції клінічних досліджень у галузі онкології, розпочатих до та під час пандемії COVID-19. Було зазначено, що пов'язане з пандемією зниження кількості клінічних досліджень спричинило занепокоєння щодо потенційного негативного впливу на розробку нових методів лікування раку та впливу на оцінку можливості застосування цих методів для лікування інших захворювань.

## Дослідження в галузі обчислювальної техніки та машинного навчання та громадянська наука
У березні 2020 року міністерство енергетики США, Національний науковий фонд, NASA, представники промисловості й 9 університетів об'єднали ресурси для доступу до суперкомп'ютерів від IBM у поєднанні з ресурсами хмарних обчислень від Hewlett Packard Enterprise, Amazon, Microsoft і Google для створення ліків. Консорціум високопродуктивних обчислень для боротьби з COVID-19 також мав на меті прогнозувати поширення хвороби, моделювати можливі вакцини, та вивчати тисячі хімічних сполук для розробки вакцин чи лікування проти COVID-19. Станом на травень 2020 року консорціум використав 437 петафлопс обчислювальної потужності.
Інститут цифрової трансформації C3.ai, ще один консорціум Microsoft , 6 університетів (включаючи Массачусетський технологічний інститут, який був членом першого консорціуму), і Національний центр суперкомп'ютерних технологій в Іллінойсі, що працює під егідою C3.ai, об'єднали ресурси суперкомп'ютерів для відкриття ліків, розробки медичних протоколів і вдосконалення стратегій охорони здоров'я, а також надали великі гранти до травня 2020 року дослідникам, які пропонують для подібних завдань використовувати штучний інтелект.
У березні 2020 року проєкт розподілених обчислень Folding@home запустив програму підтримки медичних дослідників у всьому світі. Перша хвиля проєкту буде симулювати білки SARS-CoV-2, які можуть служити потенційними напрямками дії нових ліків, і білків спорідненого вірусу SARS-CoV, який уже вивчено.
У березні до цієї кампанії також приєднався проєкт розподілених обчислень Rosetta@home. Проект використовує комп'ютери волонтерів для моделювання білків вірусу SARS-CoV-2, щоб виявити потенційні мішені для ліків або розробити нові білки для нейтралізації вірусу. Дослідники повідомили, що за допомогою Rosetta@home вони змогли «точно передбачити атомарну структуру важливого білка коронавірусу за кілька тижнів до того, як її можна буде дослідити в лабораторії».
У травні 2020 року було започатковано партнерство між Scripps Research і проєктом IBM «World Community Grid» під назвою «Open Pandemics—COVID-19». Партнерство являє собою проєкт розподіленого обчислення, який «автоматично запускатиме симуляцію експерименту у фоновому режимі [підключених домашніх ПК], що допоможе передбачити ефективність певної хімічної сполуки як потенційного препарату проти COVID-19».
Низку ресурсів для проєктів з інформатики та наукового краудсорсингу на тему COVID-19 можна знайти в Інтернеті або у вигляді додатків. Частина з цих ресурсів наведені нижче:
- Проєкт «Eterna Open-Vaccine» дозволяє гравцям у відеоігри «досліджувати мРНК, що кодує потенційну вакцину проти нового коронавірусу».[49]
- Проєкт «EU-Citizen Science» надає «добірку ресурсів, пов'язаних із поточною пандемією COVID-19. Він містить посилання на проєкти громадянської науки та краудсорсингу».[50]
- Проєкт «Громадянська наука про COVID-19» — це «нова ініціатива лікарів-науковців Каліфорнійського університету в Сан-Франциско», яка «дозволить будь-кому у світі старшим від 18 років стати громадянським вченим, поглиблюючи розуміння хвороби».[51]
- Проєкт цифрової журналістики «CoronaReport» — це «проєкт громадянської науки, який пояснює звіти про дослідження коронавірусу, і робить ці звіти загальнодоступними для всіх верств населення».[52][53]
- Відстеження симптомів COVID — це краудсорсингове дослідження симптомів коронавірусної хвороби. Станом на квітень 2020 року його завантажили 2 мільйони разів.[54][55]
- Інструмент епідеміології «COVID Near you» «використовує краудсорсингові дані для візуалізації карт, щоб допомогти громадянам і органам охорони здоров'я визначити поточні та потенційні гарячі точки пандемії COVID-19».[56]
- Проєкт «We-Care» — нова ініціатива дослідників Університету Каліфорнії у Девісі, яка використовує анонімність і краудсорсингову інформацію, щоб надіслати попередження інфікованим користувачам, і уповільнити поширення COVID-19.[57][58][59]

Наукове співтовариство провело кілька заходів з машинного навчання для виявлення неправдивої інформації, пов'язаної з пандемією COVID-19. Низка прикладів наведено нижче:
- Перший семінар із боротьби з шкідливими публікаціями в Інтернеті регіональними мовами під час надзвичайних ситуацій[60], який проходив разом із конференцією Асоціації з розвитку штучного інтелекту (AAAI-2021), був зосереджений на виявленні фейкових новин, пов'язаних із COVID-19, англійською мовою. Джерелами даних були різні соціальні медіа-платформи, зокрема Twitter, Facebook та Instagram. Враховуючи, що оцінювались публікації в соціальних мережах, мета спільного завдання полягала в тому, щоб класифікувати це як фейкові чи справжні новини. Переможець завдання[61] представив ансамблевий підхід на основі точного налаштування моделей COVID-Twitter-BERT.[62]

## Космічні дослідження

### NASA

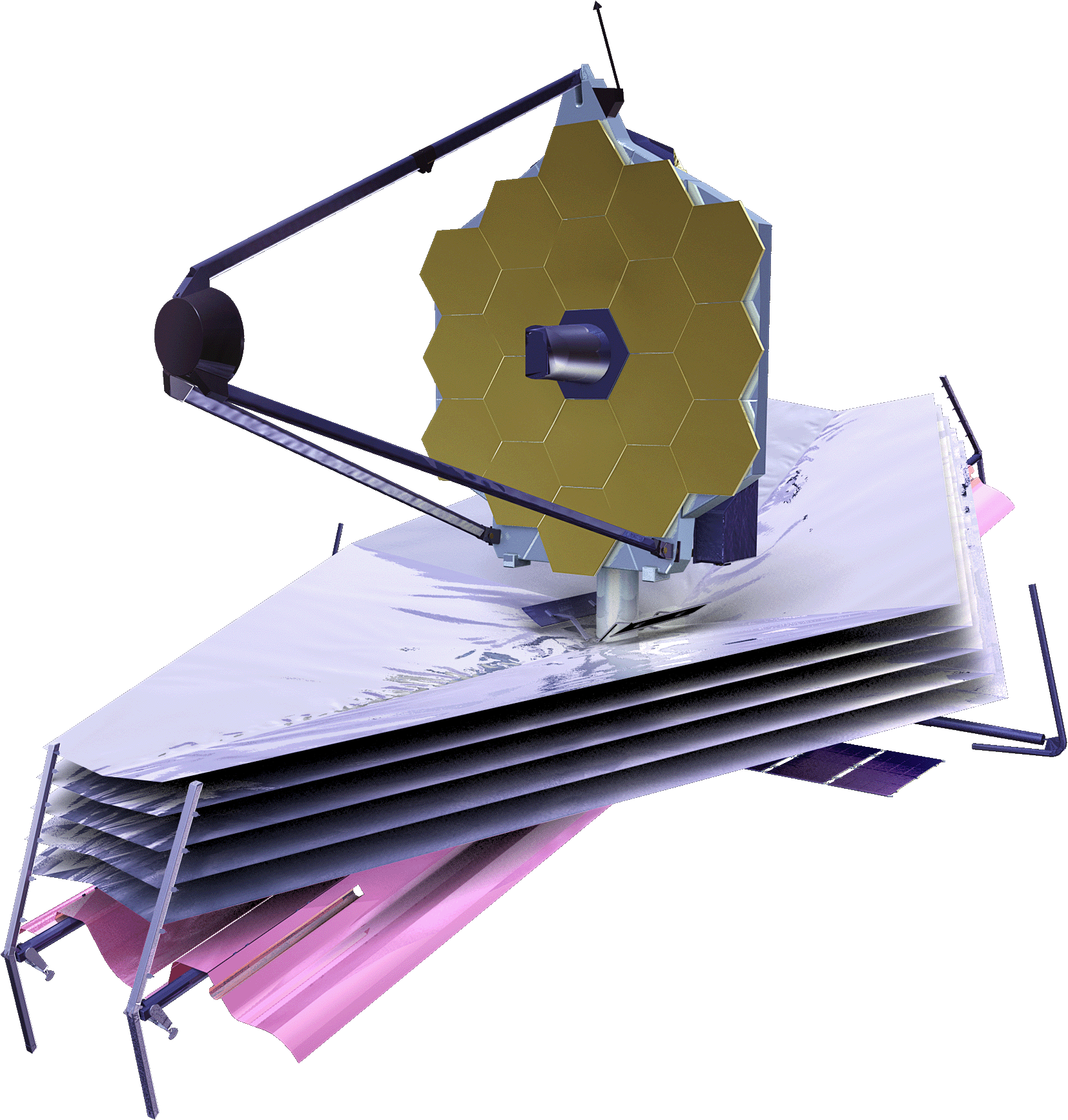
Запуск телескопу «Джеймс Вебб» було перенесено на 25 грудня 2021 року.

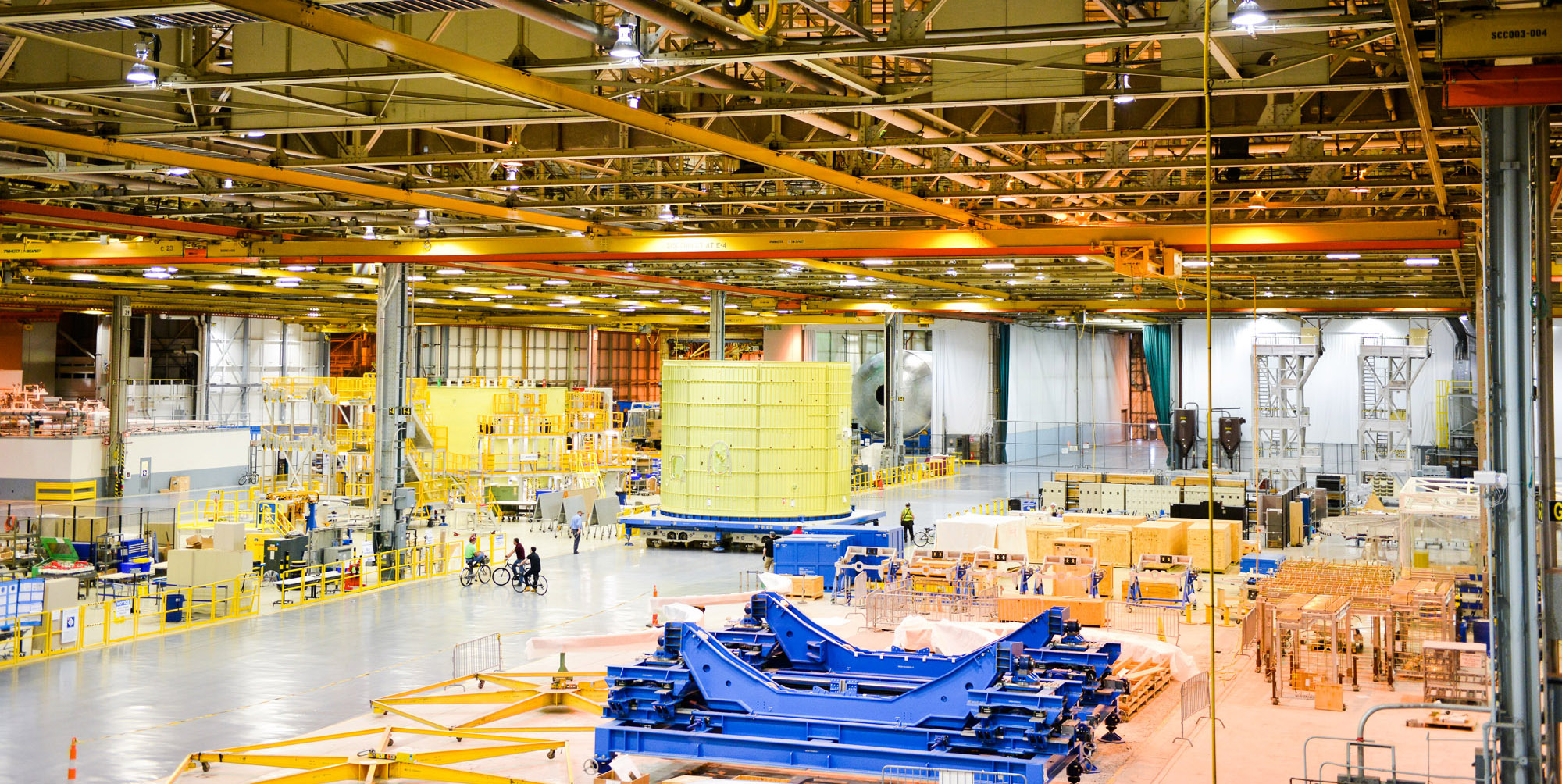
Компоненти системи космічних запусків.

NASA повідомило про тимчасове закриття всіх своїх закладів для відвідувачів на невизначений термін, та попросило більшість свого персоналу за можливості перейти на роботу онлайн. Призупинено роботи зі створення системи космічних запусків на заводі Michoud Assembly Facility, а також затримано вихід на орбіту космічного телескопа «Джеймс Вебб», хоча 3 червня 2020 року відновлено роботи щодо його запуску.
Більшість персоналу Космічного центру імені Ліндона Джонсона перейшли на онлайн-режим роботи, а найважливішому персоналу Міжнародної космічної станції наказано залишатися в диспетчерській на невизначений термін. На роботу станції це відносно не впливає, але астронавти в нових експедиціях мають пройти більш суворий карантин перед польотом.
Механізм реагування NASA на надзвичайну епідемічну ситуацію змінювався у залежності від кількості виявлених випадків хвороби у районах польових центрів агентства. Станом на 24 березня 2020 року наступні космічні центри перейшли на IV етап карантинних обмежень:
- Дослідницький центр Гленна в Огайо
- Станція Плам Брук в Огайо
- Льотно-дослідницький центр Армстронга в Каліфорнії
- Космодром Воллопс у Вірджинії
- Інститут космічних досліджень Ґоддарда в Нью-Йорку
- Центр космічних польотів імені Ґоддарда в Меріленді, який також повідомив про виявлення першого випадку COVID-19 серед своїх співробітників.

Після повідомлень про нові випадки хвороби два об'єкти залишалися на IV етапі: установа «Michoud Assembly Facility» повідомила про те, що підтверджено перший випадок COVID-19 серед її співробітників, а Космічний центр імені Джона Стенніса повідомив про другий випадок інфікування коронавірусом серед співробітників NASA. Космічний центр імені Кеннеді перебував на ІІІ етапі після того, як в одного із співробітників підтвердився позитивний результат тестування на коронавірус. У зв'язку із запровадженням обов'язкової роботи онлайн особа не була на робочому місці більше тижня до появи симптомів хвороби. 18 травня «Michoud Assembly Facility» почав відновлювати роботу над системою космічного запуску, але ще знаходився на ІІІ рівні безпеки.
На IV рівні епідемічної безпеки запроваджена обов'язкова дистанційна робота для всього персоналу, за винятком обмеженої кількості працівників, необхідного для виконання критично важливих робіт, а також для забезпечення та підтримки безпеки та охорони об'єкта.

### ЄКА
Європейське космічне агентство (ЄКА) відправило більшість співробітників науково-технічного центру на дистанційну роботу за відсутності невідкладної необхідності їх присутності на робочому місці. Події початку 2020 року, зокрема посилення обмежень національними, регіональними та місцевими органами влади по всій Європі, та перший позитивний результат тесту на COVID-19 серед персоналу Європейського центру управління космічними польотами, змусили агентство ще більше обмежити персонал на місці в своїх центрах управління польотами.
Операційний директор Європейського космічного агентства Рольф Денсінг настійно порадив персоналу агентства зменшити активність у наукових місіях, особливо на міжпланетних космічних кораблях.
Космічні кораблі, персонал по нагляду за якими переведений на дистанційну роботу, на той час мали стабільні орбіти та довготривалі місії, тому вимикання їхніх наукових приладів і розміщення їх у безпечній конфігурації переважно без нагляду на певний період часу матиме незначний вплив на загальну продуктивність їх місії.
Приклади таких місій включають:
- «Cluster II» — місія з чотирьох космічних кораблів, запущена в 2000 році, яка обертається навколо Землі для вивчення магнітного поля нашої планети та того, як воно формується сонячним вітром, потоком заряджених частинок, які постійно вивільняє Сонце;
- «ExoMars Trace Gas Orbiter» — запущений у 2016 році космічний корабель облетів Марс, де він досліджував атмосферу планети та передавав дані для посадкових апаратів на поверхню;
- «Mars Express» — запущений у 2003 році орбітальний апарат знімає зображення поверхні Марса та бере зразки атмосфери планети понад півтора десятиліття;
- «Solar Orbiter» — найновіша наукова місія Європейського космічного агентства, запущена в лютому 2020 року, яка на той час знаходилася на орбіті навколо Сонця.

Науковий директор ЄКА Гюнтер Гасінгер з цього приводу сказав: «Це було важке рішення, але воно було правильним. Наша найбільша відповідальність — це безпека людей, і я знаю всіх нас у науковому співтоваристві, щоб зрозуміти, чому це було необхідно».
Тимчасове скорочення персоналу на місці також дозволить командам Європейського центру управління космічними польотами зосередитися на підтримці безпеки космічних кораблів для всіх інших діючих місій, зокрема для місії дослідження Меркурія «BepiColombo», який прямує до найближчої планети до Сонця, та потребуватиме підтримки під час запланованого на 10 квітня прольоту повз Землю.
Складний маневр, який використовує гравітацію Землі для коригування траєкторії «BepiColombo» під час його руху до Меркурія, виконувався дуже невеликою кількістю інженерів із повним дотриманням соціального дистанціювання та інших карантинних та гігієнічних заходів, які були запроваджені на цей час. Операції з введення в експлуатацію та початкової перевірки нещодавно запущеного дослідницького корабля «Solar Orbiter», які почалися за місяць до цього, були тимчасово припинені.
Європейське космічне агентство планувало відновити ці заходи найближчим часом залежно від розвитку ситуації з поширенням коронавірусної хвороби. Тим часом «Solar Orbiter» продовжував свій шлях до Сонця, а його перший обліт Венери мав відбутися в грудні 2020 року.

### JAXA
Космічна та наукова діяльність Агентства аерокосмічних досліджень Японії (JAXA) практично не постраждала. Однак усі відвідування численних космодромів і наукових центрів призупинено до 30 квітня 2020 року, щоб зменшити ймовірність інфікування COVID-19.

### Приватна аерокосмічна промисловість
23 березня 2020 року компанія «Bigelow Aerospace» оголосила про звільнення всіх своїх 88 співробітників. Компанія заявила, що знову найме працівників, коли будуть скасовані пандемічні обмеження. 17 квітня 2020 року компанія «World View Enterprises», розташована в Тусоні у штаті Аризона, повідомила про припинення нових розробок, і звільнення невизначеної кількості співробітників, щоб зменшити відтік коштів. Компанія також отримала відстрочку орендної плати від округу Піма в штаті Аризона.
27 березня 2020 року компанія OneWeb повідомила про своє банкрутство внаслідок фінансової кризи у зв'язку із труднощами із залученням капіталу для завершення будівництва та розгортання решти 90 % мережі. Компанія вже звільнила приблизно 85 % із 531 співробітника, але заявила, що підтримуватиме наявні супутникові канали, поки суд не реструктуризує компанію, та шукає нових власників для мережі.
Компанія «Rocket Lab» тимчасово закрила свію стартову платформу в Новій Зеландії, але робота на стартовому комплексі космодрому Воллопс ще тривала.
Низка великих команій, зокрема SpaceX і Boeing, економічно не постраждали, за винятком того, що вони вжили додаткових заходів безпеки для своїх співробітників, щоб обмежити поширення хвороби на робочих місцях. Станом на 16 квітня компанія Blue Origin повідомила, що продовжує наймати персонал, щотижня кількість її співробітників збільшується на близько 20 осіб. ULA реалізувала внутрішній план проти пандемії. Незважаючи на те, що деякі заходи, пов'язані з запуском, були скорочені, компанія чітко заявила про свій намір зберегти свій графік запуску.

## Телекомунікації

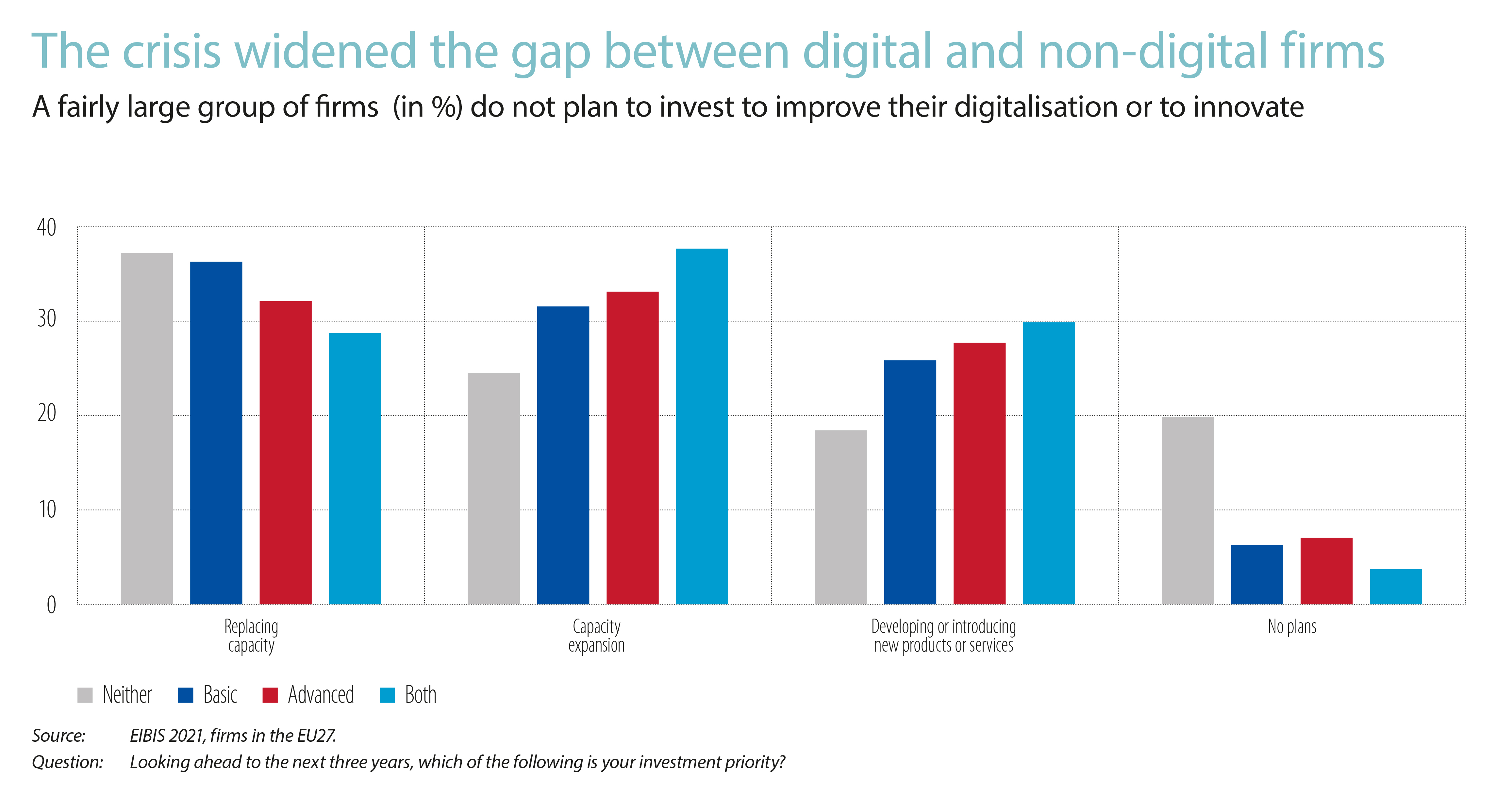
Пандемія призвела до збільшення розриву між цифровими та нецифровими компаніями..

З 2019 по 2020 рік частка підприємств в ЄС, які використовують у своїй діяльності передові цифрові технології, різко зросла. З 2020 по 2021 рік цей відсоток залишався відносно стабільним, досягнувши 61 % у 2021 році, порівняно з 63 % у 2020 році та 58 % у 2019 році. Пандемія спричинила величезне навантаження на інтернет-трафік, оскільки BT Group та Vodafone спостерігали збільшення використання широкосмугового зв'язку на 60 і 50 відсотків відповідно. У той же час Netflix, Disney+, Google, Amazon і YouTube розглянули можливість знизити якість своїх відео, щоб уникнути перевантаження. Крім того, компанія Sony розпочала сповільнювати завантаження ігор PlayStation у Європі та Сполучених Штатах, щоб підтримувати рівень трафіку.
Постачальники послуг мобільного зв'язку в материковому Китаї повідомили про значне зниження кількості абонентів, частково у зв'язку з тим, що трудові мігранти не змогли повернутися на роботу внаслідок карантинних обмежень; у China Mobile спостерігалося скорочення на 8 мільйонів абонентів, тоді як у China Unicom кількість абонентів зменшилась на 7,8 мільйонів, а China Telecom втратила 5,6 мільйонів користувачів.

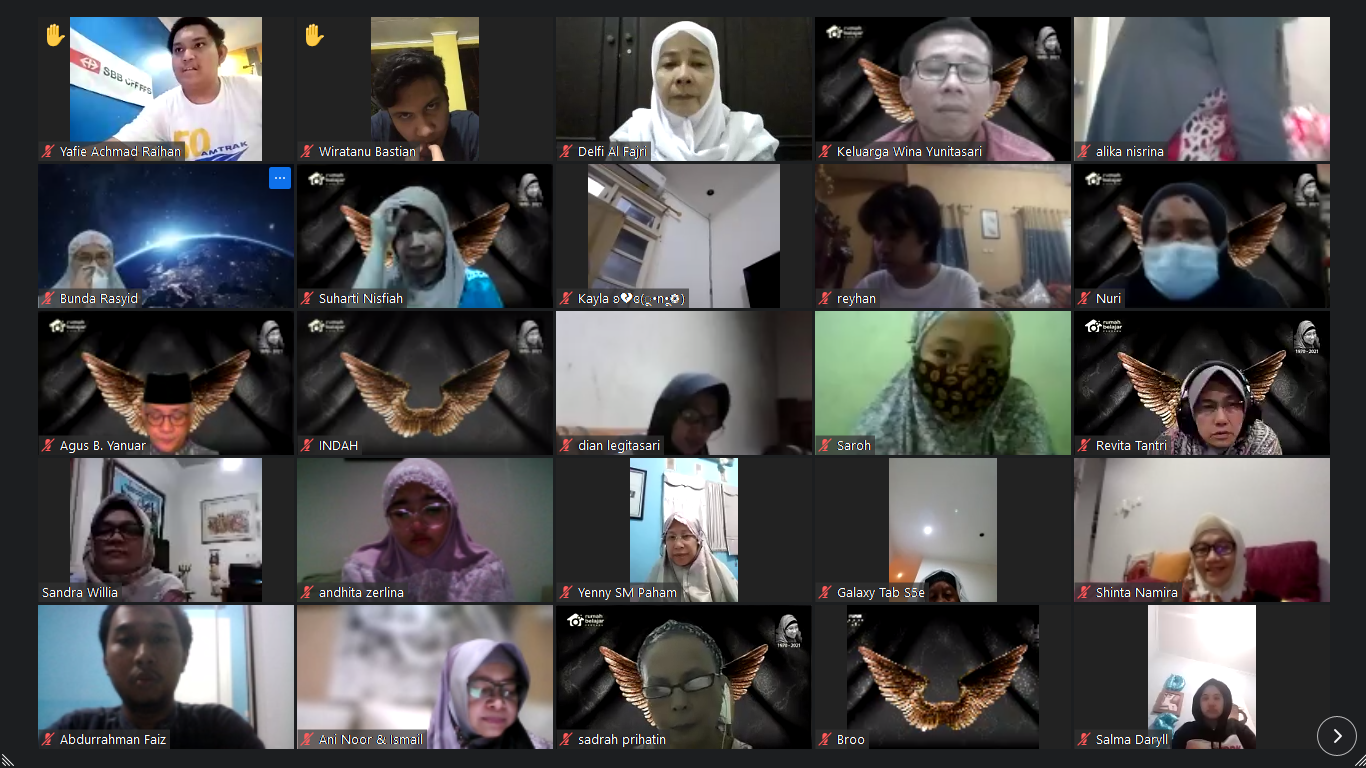
Відеозустріч Zoom у 2021 році

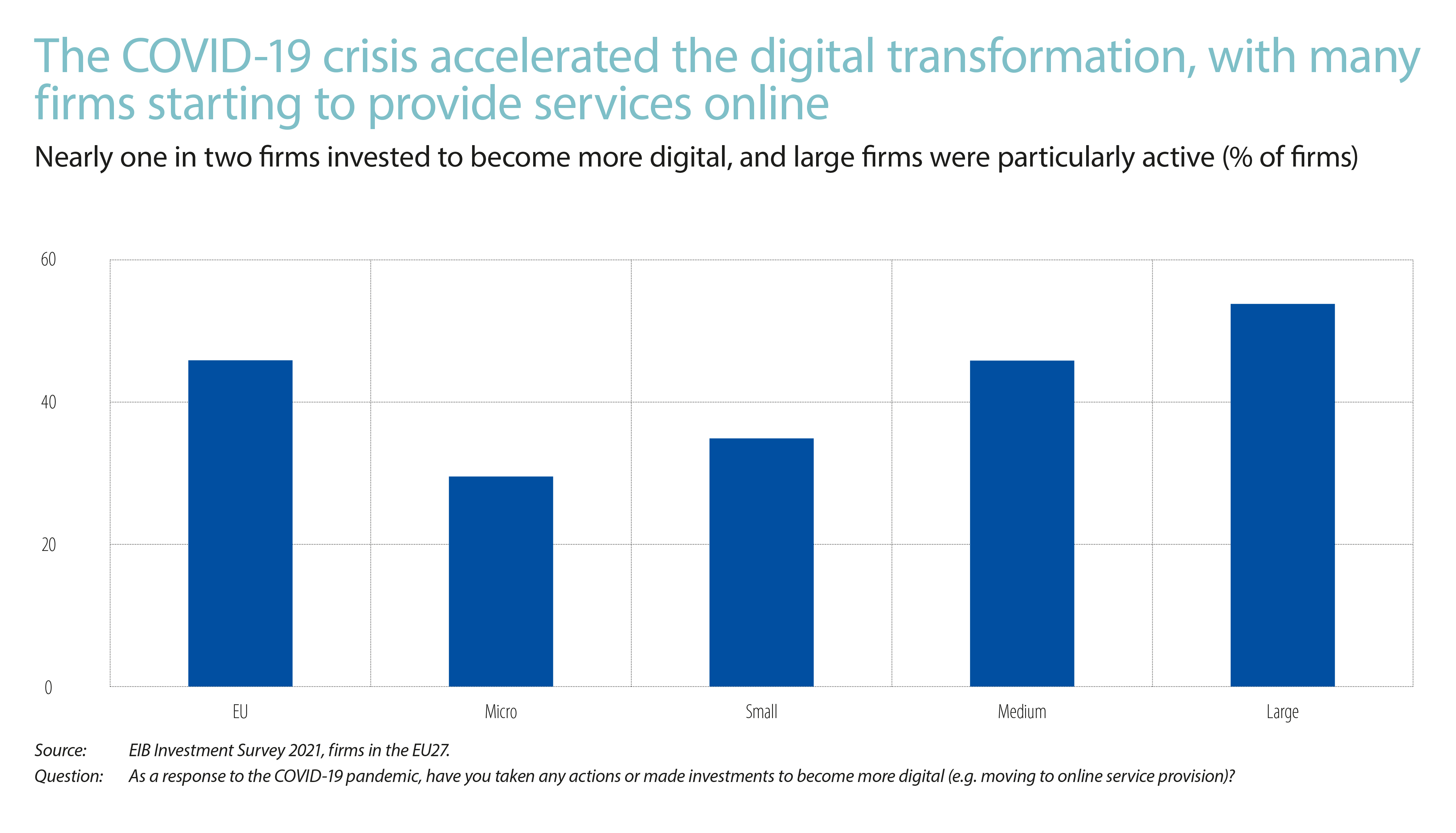
Під час пандемії COVID-19 багато фірм почали надавати послуги онлайн.

Телеконференції використовувалися для заміни скасованих подій, а також щоденних ділових зустрічей та соціальних контактів. Низка компаній, які займаються телеконференціями, зокрема Zoom Video Communications, спостерігають різке зростання використання, що супроводжується такими технічними проблемами, як переповненість смуги пропускання, і соціальними проблемами, такими як Zoombombing. Проте телеконференції також сприяли розвитку дистанційної освіти. Завдяки цій технології були організовані віртуальні «щасливі години» для алкогольних та змішаних напоїв, і навіть віртуальні танцювальні вечірки.
Опитування, проведене в 2021 році, показало, що хоча пандемія коронавірусної хвороби сприяла загальному збільшенню оцифрування, вона також збільшила цифровий розрив, зокрема між компаніями. Провідні компанії частіше переходили на оцифровані дані, але частина підприємств відставали, й мали менше шансів переходити на цифрові технології під час пандемії. 53 % опитаних фірм у Європейському Союзі раніше впроваджували передові цифрові технології та інвестували більше в інші цифрові технології. 34 % нецифрових компаній ЄС вважали пандемію шансом почати інвестувати у свою цифрову трансформацію.
По всій Європі доступ до цифрової інфраструктури розпочав зростати, переважна більшість помешкань тепер має доступ до широкосмугового зв'язку, але для сприяння поширенню швидкісного Інтернету потрібно зробити ще більше. Існує велика частка підприємств, які вважають рівень розвитку цифрової інфраструктури основною перешкодою для інвестицій і розвитку в країнах і регіонах.
Кожен п'ятий бізнес у регіоні Європи та Центральної Азії запустив або розширив свій онлайн-бізнес чи дистрибуцію продуктів і послуг онлайн, тоді як кожен четвертий бізнес розпочав або розширив свою дистанційну діяльність.
Пандемія також пришвидшила корпоративну трансформацію, в результаті чого понад 30 % компаній змінили або трансформували свою продукцію. Першими відреагували хімічні виробники та оптові торговці: кожен третій розширив онлайн-бізнес, розпочав або збільшив доставку продуктів і послуг, розширив дистанційну зайнятість і змінив виробництво.